# 平壤八景
平壤八景，又稱箕城八景，是朝鮮平壤舊時八個著名景觀的總稱，約可追溯至李氏朝鮮時代。“八景”的概括方法，來自中國北宋時期的瀟湘八景。

## 內容
1. 乙密賞春（을밀상춘）：乙密臺
2. 浮碧翫月（부벽완월）：浮碧樓
3. 永明尋僧（영명삼승）：永明寺
4. 普通送客（보통송객）：普通江
5. 車門泛舟（거문범추）：大同江
6. 蓮塘聽雨（련당청우）：大同門通往鐘路上的池塘
7. 龍山晩翠（룡산만취）：龍岳山
8. 馬灘春漲（마탄춘경）：大同江馬灘